# Sanremo-Festival 2011
Die 61. Ausgabe des Festival della Canzone Italiana di Sanremo fand 2011 vom 15. bis zum 19. Februar im Teatro Ariston in Sanremo statt und wurde von Gianni Morandi mit Belén Rodríguez, Elisabetta Canalis, Luca Bizzarri und Paolo Kessisoglu moderiert.

## Ablauf

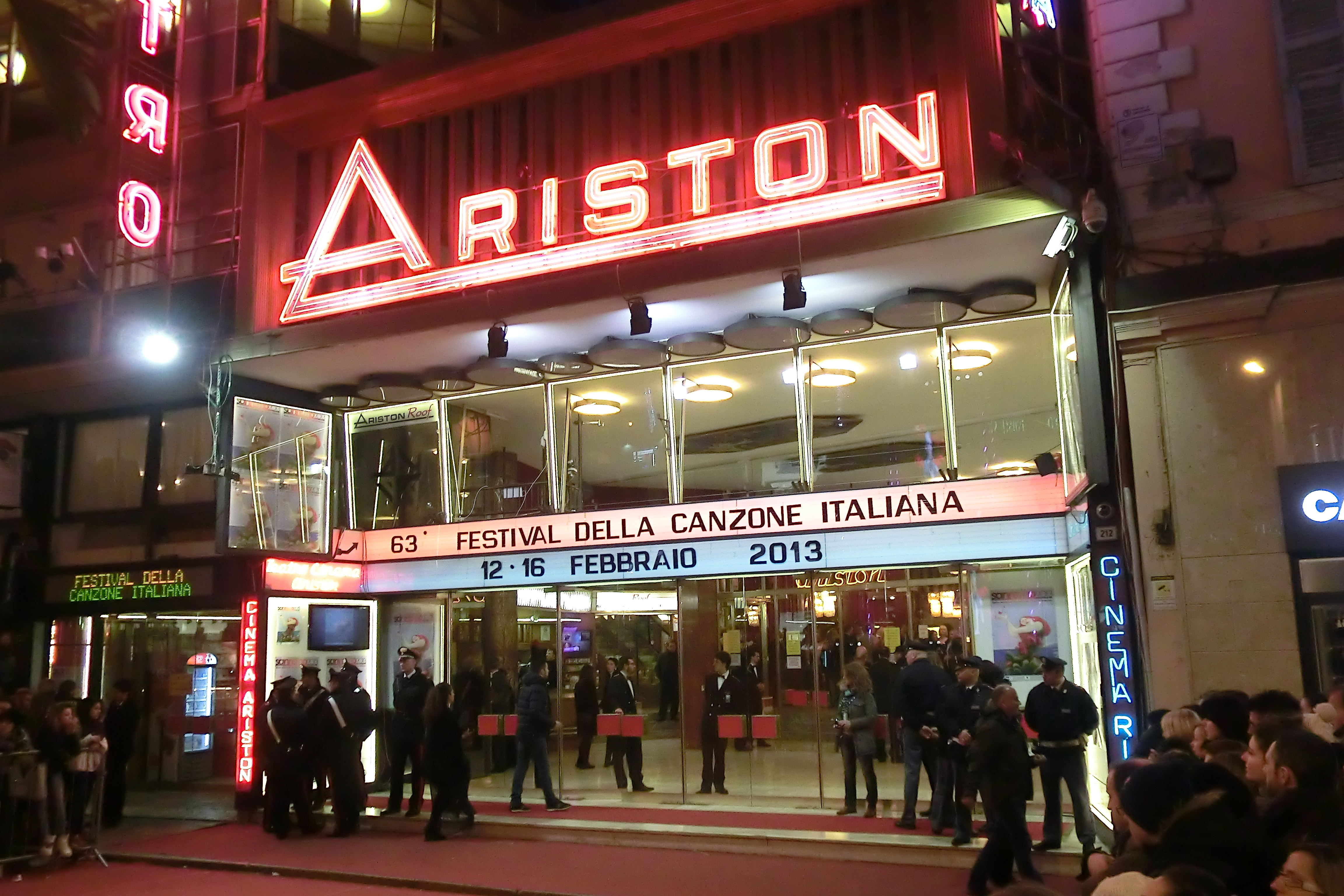
Das Ariston-Theater, Veranstaltungsort des Sanremo-Festivals

Die künstlerische Leitung des Festivals verblieb auch 2011 bei Gianmarco Mazzi; er teilte sie sich mit Gianni Morandi, der erstmals als Moderator des Festivals verpflichtet worden war. Morandi wurde in der Moderation von Belén Rodríguez und Elisabetta Canalis sowie dem Komikerduo Luca e Paolo (Luca Bizzarri und Paolo Kessisoglu) unterstützt. Das Teilnehmerfeld wurde leicht verkleinert, die Newcomer-Kategorie umfasste acht Beiträge, die Hauptkategorie 14; ins Finale gelangten davon vier bzw. zehn Beiträge. Neben Televoting, demoskopischer Jury und Orchesterjury erhielten in diesem Jahr auch die akkreditierten Pressevertreter ein Mitspracherecht bei der Abstimmung.
Als großer Favorit ging in diesem Jahr der 67-jährige Roberto Vecchioni mit dem Lied Chiamami ancora amore ins Rennen; er hatte seit 1973 nicht mehr am Festival teilgenommen. Weitere „Altstars“ des Festivals waren Anna Oxa, Patty Pravo oder Al Bano. Auch Max Pezzali kehrte nach 16 Jahren zum Festival zurück. Ihr Debüt in der Hauptkategorie feierte hingegen die populäre Band Modà, begleitet von der Amici-Siegerin Emma. Eine weitere Castingshow-Abgängerin war die X-Factor-Siegerin Nathalie. Unter den Gästen waren Antonella Clerici, Roberto Benigni, Avril Lavigne und Take That.
Ohne große Überraschungen konnte sich im Finale Vecchioni vor Modà und Emma mit Arriverà und Al Bano mit Amanda è libera durchsetzen. Der Siegerbeitrag wurde zusätzlich mit dem Kritikerpreis ausgezeichnet. Bei den Newcomern gewann Raphael Gualazzi mit Follia d’amore, auch er wurde mit dem Kritikerpreis ausgezeichnet.

## Teilnehmende Beiträge

### Artisti
- Sieger
- In der Vorrunde ausgeschieden

| Platzierung | Interpret                              | Lied                                     | Autoren                                                  |
| ----------- | -------------------------------------- | ---------------------------------------- | -------------------------------------------------------- |
| 1           | Roberto Vecchioni                      | Chiamami ancora amore                    | Roberto Vecchioni                                        |
| 2           | Modà mit Emma                          | Arriverà                                 | Kekko Silvestre, E. Zapparoli, Enrico Palmosi            |
| 3           | Al Bano                                | Amanda è libera                          | Fabrizio Berlincioni, Albano Carrisi, Alterisio Paoletti |
| 4           | Davide Van de Sfroos                   | Yanez                                    | D. Bernasconi                                            |
| 5           | Luca Madonia mit Franco Battiato       | L’alieno                                 | Luca Madonia                                             |
| 6           | La Crus                                | Io confesso                              | Mauro Ermanno Giovanardi, Matteo Curallo                 |
| 7           | Nathalie                               | Vivo sospesa                             | N. Giannitrapani                                         |
| 8           | Luca Barbarossa und Raquel del Rosario | Fino in fondo                            | Luca Barbarossa                                          |
| 9           | Anna Tatangelo                         | Bastardo                                 | Vincenzo D’Agostino, Anna Tatangelo, Gigi D’Alessio      |
| 10          | Giusy Ferreri                          | Il mare immenso                          | Bungaro, Giusy Ferreri, Max Calò                         |
|             | Max Pezzali                            | Il mio secondo tempo                     | Max Pezzali                                              |
| Tricarico   | Tre colori                             | F. Mesolella                             |                                                          |
| Anna Oxa    | La mia anima d’uomo                    | Lorenzo Imerico, Anna Oxa, Roberto Pacco |                                                          |
| Patty Pravo | Il vento e le rose                     | Diego Calvetti, Marco Ciappelli          |                                                          |

### Giovani
- Sieger
- In der Vorrunde ausgeschieden

| Platzierung     | Interpret          | Lied                                        | Autoren                             |
| --------------- | ------------------ | ------------------------------------------- | ----------------------------------- |
| 1               | Raphael Gualazzi   | Follia d’amore                              | Raphael Gualazzi                    |
| 2               | Micaela            | Fuoco e cenere                              | A. Santonocito, L. Nigro, F. Muggeo |
| 3               | Roberto Amadè      | Come pioggia                                | Roberto Amadè                       |
| 4               | Serena Abrami      | Lontano da tutto                            | Niccolò Fabi                        |
|                 | Gabriella Ferrone  | Un pezzo d’estate                           | Giuliano Boursier                   |
| Anansi          | Il sole dentro     | Anansi, Pietro Fiabane                      |                                     |
| Marco Menichini | Tra tegole e cielo | Maurizio Galli, Stefano Senesi, A. Perrozzi |                                     |
| BTwins          | Mi rubi l’amore    | Saverio Grandi, Cesare Chiodo               |                                     |

## Erfolge
In den Charts erwies sich das zweitplatzierte Arriverà als erfolgreichster Festivalbeitrag.
Raphael Gualazzis Follia d’amore wurde von einer internen Kommission als italienischer Beitrag zum Eurovision Song Contest 2011 ausgewählt, wo er den zweiten Platz belegen konnte.

| Jahr | Titel Interpret                                    | Höchstplatzierung, Gesamtwochen, AuszeichnungChartsChartplatzierungen (Jahr, Titel, Interpret, Platzierungen, Wochen, Auszeichnungen, Anmerkungen) | Anmerkungen              |
| Jahr | Titel Interpret                                    | IT | Anmerkungen              |
| ---- | -------------------------------------------------- | --- | ------------------------ |
| 2011 | Arriverà Modà & Emma                               | IT1 (47 Wo.)IT | Platz 2                  |
| 2011 | Chiamami ancora amore Roberto Vecchioni            | IT2 (13 Wo.)IT | Platz 1                  |
| 2011 | Yanez Davide Van de Sfroos                         | IT3 (18 Wo.)IT | Platz 3                  |
| 2011 | Il mare immenso Giusy Ferreri                      | IT6 (14 Wo.)IT | Platz 10                 |
| 2011 | Fino in fondo Luca Barbarossa & Raquel del Rosario | IT6 (2 Wo.)IT | Platz 8                  |
| 2011 | Vivo sospesa Nathalie                              | IT7 (8 Wo.)IT | Platz 7                  |
| 2011 | Follia d’amore Raphael Gualazzi                    | IT8 (14 Wo.)IT | Platz 1 (Newcomer)       |
| 2011 | Io confesso Mauro Ermanno Giovanardi feat. La Crus | IT9 (12 Wo.)IT | Platz 6                  |
| 2011 | Bastardo Anna Tatangelo                            | IT12 (8 Wo.)IT | Platz 9                  |
| 2011 | Il mio secondo tempo Max Pezzali                   | IT13 (12 Wo.)IT | Ausgeschieden            |
| 2011 | L’alieno Luca Madonia feat. Franco Battiato        | IT20 (4 Wo.)IT | Platz 5                  |
| 2011 | Il vento e le rose Patty Pravo                     | IT26 (4 Wo.)IT | Ausgeschieden            |
| 2011 | Tre colori Tricarico                               | IT34 (2 Wo.)IT | Ausgeschieden            |
| 2011 | Amanda è libera Al Bano                            | IT38 (2 Wo.)IT | Platz 3                  |
| 2011 | Fuoco e cenere Micaela                             | IT47 (2 Wo.)IT | Platz 2 (Newcomer)       |
| 2011 | La mia anima d’uomo Anna Oxa                       | IT55 (1 Wo.)IT | Ausgeschieden            |
| 2011 | Lontano da tutto Serena Abrami                     | IT61 (2 Wo.)IT | Platz 4 (Newcomer)       |
| 2011 | Il sole dentro Anansi                              | IT91 (1 Wo.)IT | Ausgeschieden (Newcomer) |
| 2011 | Come pioggia Roberto Amadè                         | IT97 (1 Wo.)IT | Platz 3 (Newcomer)       |

## Belege
1. ↑  Guido Racca & Chartitalia: Top 100 FIMI Singoli. Lulu, 2013.